# Il gioco degli equivoci
Il gioco degli equivoci (Arabella) è un romanzo della scrittrice inglese Georgette Heyer.

## Trama
Arabella Tallant, figlia di un predicatore di campagna agiato, ma non benestante, riceve l’invito dalla sua madrina, Lady Bridlington, a trascorrere una Stagione con lei a Londra, onde poter essere presentata in società ed aver la possibilità di contrarre un matrimonio vantaggioso.
Arabella è molto emozionata per l’occasione e sa che non può fallire: difficilmente la madrina le rinnoverà l’invito per un’altra Stagione e lei ha molte sorelle e fratelli; le prime, in caso di un suo buon matrimonio, avrebbero una pari opportunità, i secondi potrebbero essere aiutati nelle loro aspirazioni professionali.
La ragazza parte così per Londra, ma la sua carrozza ha un incidente. Arabella e la sua accompagnatrice, la signorina Blackburn, chiedono riparo dal freddo in una casa lì vicino: incontrano così Robert Beaumaris e Lord Fleetwood. Beaumaris è un affascinante, ricchissimo giovanotto londinese; la sua posizione sociale, il suo patrimonio e il suo buongusto nel vestire e nel condursi lo hanno fatto un autentico arbitro della moda della bella società: se lui indossa un determinato capo, quello diventerà di moda e copiato dagli altri gentiluomini; se degna della sua attenzione una persona, ella diventerà un’amicizia ambita da tutte le signore e i signori del bel mondo. A causa di una battuta infelice pronunciata da Beaumaris e udita da Arabella di nascosto, la ragazza fa credere ai due uomini di essere una ricchissima ereditiera in cerca di svago a Londra, chiedendo loro di non divulgare l’informazione sulla sua condizione patrimoniale perché stanca di essere corteggiata per i suoi soldi. Ovviamente Beaumaris non le crede, ma decide di stare al gioco. L’amico Lord Fleetwood, meno scaltro, crede alla ragazza e non esita, una volta rientrato a Londra, a divulgare la notizia.
Lady Bridlington inizia a organizzare ricevimenti ed intrattenimenti per presentare Arabella in società, ed è un successo. La gentildonna si meraviglia della pioggia di inviti alla ragazza, e si meraviglia ancor di più quando viene a sapere che si dice in giro che Arabella sia molto ricca. Il figlio della donna, Lord Bridlington, uomo tronfio e un po’ pedante, decide di smentire tali voci per paura che sua madre venga tacciata di essere una bugiarda, solo che non viene creduto dai più.
Nel frattempo a Londra giunge anche il fratello più grande di Arabella, Bertram Tallant. Il ragazzo, in compagnia di un amico, si lascia presto travolgere dai piaceri della città, trovandosi presto pieno di debiti di gioco, e per giunta indebitato proprio con Beaumaris. Quest’ultimo sa che il ragazzo è il fratello di Arabella, anche se lei gliel’ha presentato come un amico, e si è ritrovato impossibilitato a rifiutare di giocare contro il ragazzo perché sarebbe stata giudicata un’imperdonabile scortesia. Pur tuttavia Beaumaris, che ha ormai capito di essere innamorato di Arabella, è deciso a condonare il debito al giovane, che però si rende irreperibile nascondendosi nei bassifondi della città. Intanto Arabella è disperata: si è resa conto di aver commesso un’imperdonabile leggerezza dicendo ai due nobiluomini di essere ricca, perché ora non può più ritrattare, a meno di passare per bugiarda ed essere così condannata all’ostracismo sociale, rovinando così la possibilità di fare un buon matrimonio ed essere di aiuto alle sue sorelle; inoltre si è innamorata di Beaumaris. Il giovane l’ha chiesta in moglie ma lei, non riuscendo a confessargli la sua bugia, lo rifiuta. Beaumaris sa che lei non è ricca, e desidera sposarla ugualmente, ma desidererebbe che prima lei avesse il coraggio di fidarsi di lui raccontandogli la verità.
Arabella viene a sapere, grazie ad un amico del fratello che va a trovarla, che il fratello è in grossi guai e che non può non pagare i suoi debiti che, oltre ad essere di gioco, sono anche d’onore poiché ha giocato a credito.
Va a trovare Beaumaris, che era stato fuori città per alcuni giorni, chiedendogli se intende ancora sposarla e dicendogli che desidera fuggire con lui per potersi sposare subito. Desidera infatti sfruttare poi la sua posizione di signora Beaumaris per saldare i debiti del fratello, anche se in cuor suo è triste e spaventata: sposerebbe l’uomo che ama, ma non riuscirebbe a farsi amare ancora da lui a causa dell’inganno che lei sta ordendo.
Beaumaris accetta e una sera, durante un intrattenimento nei giardini di Vauxhall, prepara tutto per la fuga. Mentre sono in carrozza Arabella si fa prendere dagli scrupoli e gli confessa tutto; il giovane, con somma sorpresa della ragazza, non si scompone minimamente e la porta in una villa fuori città, che si scopre essere abitata dalla nonna di Beaumaris, la duchessa di Wigan, la quale aveva chiesto precedentemente chiesto al nipote di conoscere la ragazza di cui era innamorato. Arabella scopre anche che Robert, nei giorni in cui si è assentato da Londra, era andato a far visita a suo padre per chiedere all’uomo il permesso di sposare la figlia. Ora Arabella è libera dagli inganni e da ogni scrupolo di coscienza, e così può accettare di sposare il suo amato.